# 費爾維尤 (喬治亞州)
萊克維尤（英語：Fairview）是位於美國喬治亞州沃克縣的一個人口普查指定地區。

## 地理
萊克維尤的座標為34°56′05″N 85°17′19″W / 34.93472°N 85.28861°W，而該地最高點為海拔高度259米（即850英尺）。

## 人口
根據2010年美國人口普查的數據，萊克維尤的面積為19.40平方千米，當中陸地面積為19.40平方千米，而水域面積為0.00平方千米。當地共有人口6679人，而人口密度為每平方千米344人。